# 隐马尔可夫模型
隐马尔可夫模型（英語：Hidden Markov Model），或稱作隐性马尔可夫模型，是统计模型，用来描述一个含有隐含未知参数的马尔可夫过程。其难点是从可观察的参数中确定该过程的隐含参数。然后利用这些参数来作进一步的分析，例如模式识别。
在正常的马尔可夫模型中，状态对于观察者来说是直接可见的。这样状态的转换概率便是全部的参数。而在隐马尔可夫模型中，状态并不是直接可见的，但受状态影响的某些变量则是可见的。每一个状态在可能输出的符号上都有一概率分布。因此输出符号的序列能够透露出状态序列的一些信息。
隐马尔可夫模型在热力学、统计力学、物理学、化学、经济学、金融学、信号处理、信息论、模式识别（如语音识别、手写识别、手势识别、词性标记、乐谱跟随）、局部放电及生物信息学等领域都有应用。

## 定义
令{\displaystyle X_{n}}、{\displaystyle Y_{n}}为离散时间随机过程， {\displaystyle n\geq 1}。则{\displaystyle (X_{n},Y_{n})}是隐马尔可夫模型的条件是：
- {\displaystyle X_{n}}是马尔可夫过程，其行为不可直接观测（“隐”）；
- {\displaystyle \operatorname {\mathbf {P} } {\bigl (}Y_{n}\in A\ {\bigl |}\ X_{1}=x_{1},\ldots ,X_{n}=x_{n}{\bigr )}=\operatorname {\mathbf {P} } {\bigl (}Y_{n}\in A\ {\bigl |}\ X_{n}=x_{n}{\bigr )},}

{\displaystyle \forall n\geq 1,\ x_{1},\ldots ,x_{n},}，且对每个博雷尔集{\displaystyle A}。
令{\displaystyle X_{t}}、{\displaystyle Y_{t}}为连续时间随机过程。则{\displaystyle (X_{t},Y_{t})}是隐马尔可夫模型的条件是：
- {\displaystyle X_{t}}是马尔可夫过程，其行为不可直接观测（“隐”）；
- {\displaystyle \operatorname {\mathbf {P} } (Y_{t_{0}}\in A\mid \{X_{t}\in B_{t}\}_{t\leq t_{0}})=\operatorname {\mathbf {P} } (Y_{t_{0}}\in A\mid X_{t_{0}}\in B_{t_{0}})},

{\displaystyle \forall t_{0}}、每个博雷尔集{\displaystyle A,}且每族博雷尔集{\displaystyle \{B_{t}\}_{t\leq t_{0}}.}

### 术语
过程状态{\displaystyle X_{n}}（或{\displaystyle X_{t}}）称作隐状态，{\displaystyle \operatorname {\mathbf {P} } {\bigl (}Y_{n}\in A\mid X_{n}=x_{n}{\bigr )}}（或{\displaystyle \operatorname {\mathbf {P} } {\bigl (}Y_{t}\in A\mid X_{t}\in B_{t}{\bigr )}}）称作条件概率或输出概率。

## 马尔可夫模型的演化
下边的图示强调了HMM的状态变迁。有时，明确的表示出模型的演化也是有用的，我们用 x(t1) 与 x(t2) 来表达不同时刻 t1 和 t2 的状态。
圖中箭頭方向則表示不同資訊間的關聯性，因此可以得知{\displaystyle x(t)}和{\displaystyle x(t-1)}有關，而{\displaystyle x(t-1)}又和{\displaystyle x(t-2)}有關。
而每個{\displaystyle y(t)}只和{\displaystyle x(t)}有關，其中{\displaystyle x(t)}我們稱為隱藏變數（hidden variable），是觀察者無法得知的變數。
隱性馬可夫模型常被用來解決有未知條件的數學問題。
假設隱藏狀態的值對應到的空間有{\displaystyle N}個元素，也就是說在時間{\displaystyle t}時，隱藏狀態會有{\displaystyle N}種可能。
同樣的，{\displaystyle t+1}也會有{\displaystyle N}種可能的值，所以從{\displaystyle t}到{\displaystyle t+1}間的關係會有{\displaystyle N^{2}}種可能。
除了{\displaystyle x(t)}間的關係外，每組{\displaystyle x(t),y(t)}間也有對應的關係。
若觀察到的{\displaystyle y(t)}有{\displaystyle M}種可能的值，則从{\displaystyle x(t)}到{\displaystyle y(t)}的输出模型复杂度為{\displaystyle O(NM)}。如果{\displaystyle y(t)}是一个{\displaystyle M}维的向量，则从{\displaystyle x(t)}到{\displaystyle y(t)}的输出模型复杂度為{\displaystyle O(NM^{2})}。
在这个图中,每一个时间块（x(t), y(t)）都可以向前或向后延伸。通常，时间的起点被设置为t=0 或 t=1.

## 马尔可夫模型的機率
假設觀察到的結果為{\displaystyle Y}
{\displaystyle Y=y(0),y(1),...,y(L-1)}
隱藏條件為{\displaystyle X}
{\displaystyle X=x(0),x(1),...,x(L-1)}
長度為{\displaystyle L}，則馬可夫模型的機率可以表達為：
{\displaystyle P(Y)=\sum _{X}P(Y\mid X)P(X)\,}
由這個機率模型來看，可以得知馬可夫模型將該時間點前後的資訊都納入考量。

## 使用隐马尔可夫模型
HMM有三个典型(canonical)问题:
- 预测(filter)：已知模型参数和某一特定输出序列，求最后时刻各个隐含状态的概率分布，即求 {\displaystyle P(x(t)\ |\ y(1),\dots ,y(t))}。通常使用前向算法解决。
- 平滑(smoothing)：已知模型参数和某一特定输出序列，求中间时刻各个隐含状态的概率分布，即求 {\displaystyle P(x(k)\ |\ y(1),\dots ,y(t)),k<t}。通常使用前向-后向算法解决。
- 解码(most likely explanation)：已知模型参数，寻找最可能的能产生某一特定输出序列的隐含状态的序列，即求 {\displaystyle P([x(1)\dots x(t)]|[y(1)\dots ,y(t)])}。通常使用Viterbi算法解决。

此外，已知输出序列，寻找最可能的状态转移以及输出概率.通常使用Baum-Welch算法以及Viterbi algorithm解决。另外,最近的一些方法使用联结树算法来解决这三个问题。

### 具体实例
假设你有一个住得很远的朋友，他每天跟你打电话告诉你他那天做了什么。你的朋友仅仅对三种活动感兴趣：公园散步，购物以及清理房间。他选择做什么事情只凭天气。你对于他所住的地方的天气情况并不了解，但是你知道总的趋势。在他告诉你每天所做的事情基础上，你想要猜测他所在地的天气情况。
你认为天气的运行就像一个马尔可夫链。其有两个状态「雨」和「晴」，但是你无法直接观察它们，也就是说，它们对于你是隐藏的。每天，你的朋友有一定的概率进行下列活动：「散步」、「购物」、「清理」。因为你朋友告诉你他的活动，所以这些活动就是你的观察数据。这整个系统就是一个隐马尔可夫模型（HMM）。
你知道这个地区的总的天气趋势，并且平时知道你朋友会做的事情。也就是说这个隐马尔可夫模型的参数是已知的。你可以用程序语言（Python）写下来：
```
 
states
 
=
 
(
'Rainy'
,
 
'Sunny'
)

 
 
observations
 
=
 
(
'walk'
,
 
'shop'
,
 
'clean'
)

 
 
start_probability
 
=
 
{
'Rainy'
:
 
0.6
,
 
'Sunny'
:
 
0.4
}

 
 
transition_probability
 
=
 
{

    
'Rainy'
 
:
 
{
'Rainy'
:
 
0.7
,
 
'Sunny'
:
 
0.3
},

    
'Sunny'
 
:
 
{
'Rainy'
:
 
0.4
,
 
'Sunny'
:
 
0.6
},

    
}

 
 
emission_probability
 
=
 
{

    
'Rainy'
 
:
 
{
'walk'
:
 
0.1
,
 
'shop'
:
 
0.4
,
 
'clean'
:
 
0.5
},

    
'Sunny'
 
:
 
{
'walk'
:
 
0.6
,
 
'shop'
:
 
0.3
,
 
'clean'
:
 
0.1
},

    
}

```

在这些代码中,start_probability代表了你对于你朋友第一次给你打电话时的天气情况的不确定性（你知道的只是那个地方平均起来下雨多些）。在这里，这个特定的概率分布并非平衡的，平衡概率应该接近（在给定变迁概率的情况下）{'Rainy': 0.571, 'Sunny': 0.429}。
transition_probability 表示基于马尔可夫链模型的天气变迁，在这个例子中，如果今天下雨，那么明天天晴的概率只有30%。代码emission_probability 表示了你朋友每天做某件事的概率。如果下雨，有50% 的概率他在清理房间；如果天晴，则有60%的概率他在外头散步。
这个例子在维特比算法页上有更多的解释。

## 结构架构
下图展示了实例化HMM的一般结构。椭圆形代表随机变量，可采用多个数值中的任意一种。随机变量{\displaystyle x(t)}是t时刻的隐状态（图示模型中{\displaystyle x(t)\in \{x_{1},\ x_{2},\ x_{3}\}}）；随机变量y(t)是t时刻的观测值（{\displaystyle y(t)\in \{x_{1},\ x_{2},\ x_{3},\ y_{4}\}}）；箭头表示条件依赖关系。
图中可清楚看出，给定隐变量{\displaystyle x(t)}在时间t的条件概率分布只取决于隐变量{\displaystyle x(t-1)}的值，之前的则没有影响，这就是所谓马尔可夫性质。观测变量{\displaystyle y(t)}同理，只取决于隐变量{\displaystyle x(t)}的值。
在本文所述标准HMM中，隐变量的状态空间是离散的，而观测值本身则可以离散（一般来自分类分布）也可以连续（一般来自正态分布）。HMM参数有两类：转移概率与输出概率，前者控制{\displaystyle t-1}时刻的隐状态下，如何选择t时刻的隐状态。
隐状态空间一般假设包含N个可能值，以分类分布为模型。这意味着，对隐变量在t时刻可能所处的N种状态中的每种，都有到{\displaystyle t+1}时刻可能的N种状态的转移概率，共有{\displaystyle N^{2}}个转移概率。注意从任意给定状态转移的转移概率之和须为1。于是，转移概率构成了N阶方阵，称作马尔可夫矩阵。由于任何转移概率都可在已知其他概率的情形下确定，因此共有{\displaystyle N(N-1)}个转移参数。
此外，对N种可能状态中的每种，都有一组输出概率，在给定隐状态下控制着观测变量的分布。这组概率的大小取决于观测变量的性质，例如，若观测变量是离散的，有M种值、遵循分类分布，则有{\displaystyle M-1}个独立参数，所有隐状态下共有{\displaystyle N(M-1)}个输出概率参数。若观测向量是M维向量，遵循任意多元正态分布，则将有M个参数控制均值，{\displaystyle {\frac {M(M+1)}{2}}}个参数控制协方差矩阵，共有{\displaystyle N\left(M+{\frac {M(M+1)}{2}}\right)={\frac {NM(M+3)}{2}}=O(NM^{2})}个输出参数。（这时，除非M很小，否则限制观测向量各元素间协方差的性质可能更有用，例如假设各元素相互独立，或假设除固定多相邻元素外，其他元素相互独立。）

## 学习
HMM的参数学习任务是指在给定输出序列或一组序列的情形下，找到一组最佳的状态转换和转移概率。任务通常是根据一组输出序列，得到HMM参数的最大似然估计值。目前还没有精确解这问题的可行算法，可用鲍姆-韦尔奇算法或Baldi–Chauvin算法高效地推导出局部最大似然。鲍姆-韦尔奇算法是最大期望算法的特例。
若将HMM用于时间序列预测，则更复杂的贝叶斯推理方法（如马尔可夫链蒙特卡洛采样法，MCMC采样法）已被证明在准确性和稳定性上都优于寻找单一的最大似然模型。由于MCMC带来了巨大的计算负担，在计算可扩展性也很重要时，也可采用贝叶斯推理的变分近似方法，如。事实上，近似变分推理的计算效率可与期望最大化相比，而精确度仅略逊于精确的MCMC型贝叶斯推理。

## 隐马尔可夫模型的应用
- 语音识别、中文斷詞/分詞或光学字符识别
- 机器翻译
- 生物信息学 和 基因组学
  - 基因组序列中蛋白质编码区域的预测
  - 对于相互关联的DNA或蛋白质族的建模
  - 从基本结构中预测第二结构元素
  - 通信中的译码过程
  - 地图匹配算法
- 还有更多...

### 隐马尔可夫模型在語音處理上的應用
因為馬可夫模型有下列特色：
- 時間點{\displaystyle t}的隱藏條件和時間點{\displaystyle t-1}的隱藏條件有關。因為人類語音擁有前後的關聯，可以從語義與發音兩點來看：

1. 單字的發音擁有前後關聯：例如"They are"常常發音成"They're"，或是"Did you"會因為"you"的發音受"did"的影響，常常發音成"did ju"，而且語音辨識中用句子的發音來進行分析，因此需要考慮到每個音節的前後關係，才能夠有較高的準確率。
2. 句子中的單字有前後關係：從英文文法來看，主詞後面常常接助動詞或是動詞，動詞後面接的會是受詞或介係詞。而或是從單一單字的使用方法來看，對應的動詞會有固定使用的介係詞或對應名詞。因此分析語音訊息時需要為了提升每個單字的準確率，也需要分析前後的單字。

- 馬可夫模型將輸入訊息視為一單位一單位，接著進行分析，與人類語音模型的特性相似。語音系統辨識的單位為一個單位時間內的聲音。利用梅爾倒頻譜等語音處理方法，轉換成一個發音單位，為離散型的資訊。而馬可夫模型使用的隱藏條件也是一個個被封包的{\displaystyle x(t)}，因此使用馬可夫模型來處理聲音訊號比較合適。

## 历史
隐马尔可夫模型最初是在20世纪60年代后半期Leonard E. Baum和其它一些作者在一系列的统计学论文中描述的。HMM最初的应用之一是开始于20世纪70年代中期的语音识别。
在1980年代后半期，HMM开始应用到生物序列尤其是DNA的分析中。此后，在生物信息学领域HMM逐渐成为一项不可或缺的技术。

## 注解
1. ↑  .   [2023-10-27]. （原始内容存档于2022-09-30）.

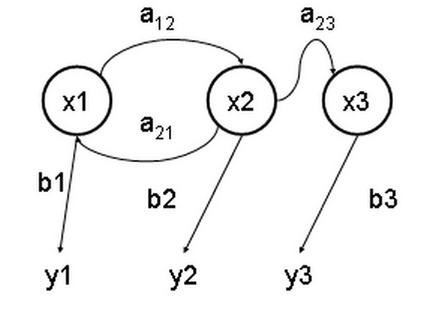
隐马尔可夫模型状态变迁图（例子）
x — 隐含状态
y — 可观察的输出
a — 转换概率（transition probabilities）
b — 输出概率（output probabilities）

2. ↑  Thad Starner, Alex Pentland. Real-Time American Sign Language Visual Recognition From Video Using Hidden Markov Models （页面存档备份，存于）. Master's Thesis, MIT, Feb 1995, Program in Media Arts
3. ↑  B. Pardo and W. Birmingham. Modeling Form for On-line Following of Musical Performances 的存檔，存档日期2012-02-06.. AAAI-05 Proc., July 2005.
4. ↑  Satish L, Gururaj BI (April 2003). "Use of hidden Markov models for partial discharge pattern classification （页面存档备份，存于）". IEEE Transactions on Dielectrics and Electrical Insulation.
5. ↑  Li, N; Stephens, M. . Genetics. December 2003, 165 (4): 2213–33. PMC 1462870 . PMID 14704198. doi:10.1093/genetics/165.4.2213.
6. ↑  Ernst, Jason; Kellis, Manolis. . Nature Methods. March 2012, 9 (3): 215–216. PMC 3577932 . PMID 22373907. doi:10.1038/nmeth.1906.
7. ↑  Sipos, I. Róbert. Parallel stratified MCMC sampling of AR-HMMs for stochastic time series prediction. In: Proceedings, 4th Stochastic Modeling Techniques and Data Analysis International Conference with Demographics Workshop (SMTDA2016), pp. 295-306. Valletta, 2016. PDF
8. ↑  Chatzis, Sotirios P.; Kosmopoulos, Dimitrios I.  (PDF). Pattern Recognition. 2011, 44 (2): 295–306  [2018-03-11]. Bibcode:2011PatRe..44..295C. CiteSeerX 10.1.1.629.6275 . doi:10.1016/j.patcog.2010.09.001. （原始内容 (PDF)存档于2011-04-01）.
9. ↑  Rabiner, p. 258
10. ↑  Durbin